# Parafia św. Marii Magdaleny w Pszczewie
Parafia św. Marii Magdaleny w Pszczewie – rzymskokatolicka parafia we wsi gminnej Pszczew, należąca do dekanatu Pszczew diecezji zielonogórsko-gorzowskiej, metropolii szczecińsko-kamieńskiej w Polsce, erygowana w 1250. Mieści się przy ulicy Sikorskiego.

## Zasięg parafii
Do parafii należą wierni z miejscowości: Borowy Młyn, Janowo, Nowe Gorzycko, Policko, Pszczew, Rańsko, Stołuń, Szarcz, Zielomyśl.